# 第74独立親衛自動車化狙撃旅団 (ロシア陸軍)
第74独立親衛自動車化狙撃旅団（だい74どくりつしんえいじどうしゃかそげきりょだん、ロシア語: 74-я отдельная гвардейская мотострелковая бригада、略称74 гв.омсбр）は、ロシア陸軍の旅団。第41親衛諸兵科連合軍隷下。

## 歴史

### 第二次世界大戦
- 1943年4月28日：2個海軍歩兵旅団に基づき、赤軍の第94親衛狙撃師団編成
- 1943年7月7日：クルスクの戦いで砲火の洗礼を浴びる。
- ？：ズヴェニゴロトカの戦いでの功績に対し、名誉称号「ズヴェニゴロトカ」授与
- 1944年：ドニエプル渡河に対して、2等スヴォーロフ勲章授与
- 1945年：オーデル川の突破とベルリン占領の功績に対して、名誉称号「ベルリン」授与

### 戦後
戦後、ソ連地上軍の第94親衛自動車化狙撃師団に改編され、1992年に至るまでドイツ駐留ソ連軍と西部軍集団に配属。

### ロシア連邦軍
- 1992年1月：第74独立親衛自動車化狙撃旅団に縮小され、第94親衛自動車化狙撃師団の名誉称号と勲章が継承された。
- 1993年：ケメロヴォ州ユルガに移駐
- 1994年～1995年：第一次チェチェン紛争に参加
- 1999年10月～2001年4月：第二次チェチェン紛争に参加
- 2022年5月：ウクライナ東部攻勢のルハーンシク州の2度目のドネツ渡河作戦で、第17独立戦車旅団の待ち伏せに遭い、戦車など80台が破壊され、団員550名中485名が戦死し1個大隊戦術群が全滅した[1]。

## 編制
- 3個自動車化狙撃大隊
- 戦車大隊
- 2個自走榴弾砲大隊
- ロケット砲大隊
- 対戦車砲大隊
- 高射ミサイル大隊
- 高射ミサイル・砲兵大隊
- 工兵大隊
- 通信大隊
- 物資保障大隊
- 修理大隊
- 統制・砲兵偵察中隊
- 偵察中隊
- 放射線・化学・生物学防護中隊
- 衛生中隊
- 警備中隊
- 狙撃手小隊

## 装備
- T-72 x40
- T-72K x1
- BMP-3 x120
- MT-LB x33
- BM-21「グラード」 x18
- 152mm自走榴弾砲2S3「アカーツィヤ」 x36
- 120mm迫撃砲2S12「サニ」 x18
- 100mm砲MT-12「ラピラ」 x12
- 自走対戦車誘導弾複合体9P149「シュトゥルム-S」 x12
- BTR-70/80 x5
- BRDM-2 x4
- 戦闘車9A33BM2（3）「オサ」 x12
- 戦闘車9A34（35）「ストレラ-10」 x6
- 自走高射機関砲2S6M「ツングースカ」 x6